# Мертл (город, Миннесота)
Мертл (англ. Myrtle) — город в округе Фриборн, штат Миннесота, США. На площади 0,3 км² (0,3 км² — суша, водоёмов нет), согласно переписи 2002 года, проживают 63 человека. Плотность населения составляет 234,1 чел./км².
- Телефонный код города — 507
- Почтовый индекс — 56036
- FIPS-код города — 27-44890[1]
- GNIS-идентификатор — 0648414[2]